# Adriana (futebolista)
Adriana Leal da Silva (União, 17 de novembro de 1996), mais conhecida apenas como Adriana ou pelo apelido de Maga, é uma atacante brasileira que joga no Al-Qadsiah Feminino e na Seleção Brasileira. Começou a carreira no Flamengo do Piauí e, a nível local, também atuou no Tiradentes.

## Carreira

### Rio Preto
Em 2016, Adriana foi contratada pelo paulista Rio Preto, substituindo a atleta Darlene de Souza.

### Corinthians
Após duas temporadas, foi contratada pelo Corinthians, onde tornou-se peça fundamental no título do Campeonato Brasileiro de Futebol Feminino de 2018, derrotando seu ex-clube, o Rio Preto, por 5 a 0 na final.Com 14 gols na competição, Adriana foi a artilheira do Corinthians no torneio e recebeu o Prêmio Craque do Brasileirão daquele ano.
Adriana foi artilheira do Corinthians no Brasileirão e vice na temporada 2022, tendo feito doze gols em 29 partidas. Ela também foi eleita a melhor atacante do Campeonato Brasileiro de 2022.
Pelo Corinthians, ela vestiu a camisa em 143 jogos ao longo de cinco temporadas, ela soma 116 vitórias, dezoito empates e apenas nove derrotas e  marcou 72 gols pelo Timão, se consolidando como a segunda maior artilheira do clube na história.

### Orlando Pride

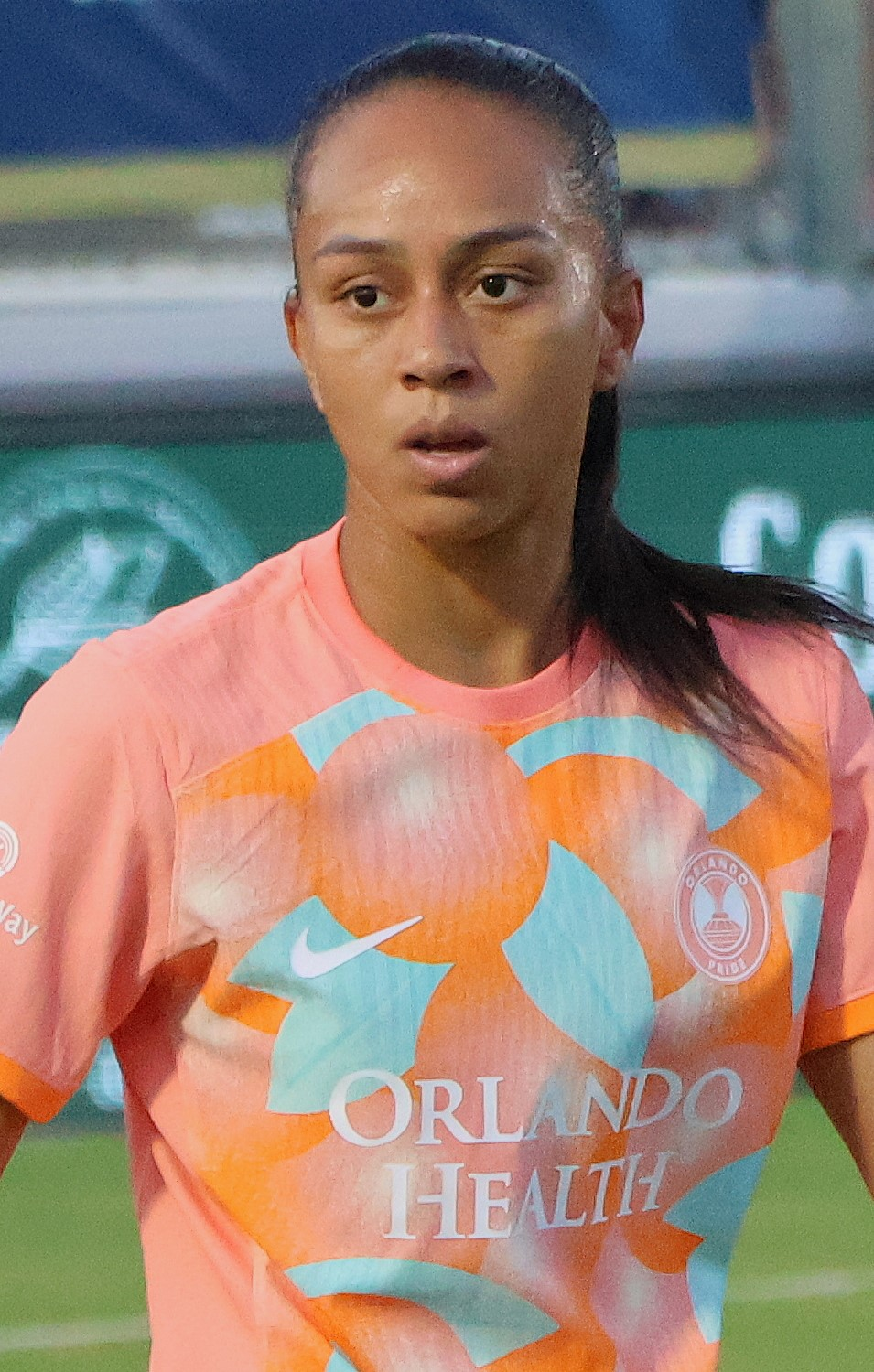
Adriana atuando pelo Orlando Pride em 2024.

Em 19 janeiro de 2023, em negociação recorde no país, Adriana foi vendida por US$ 100 mil ao Orlando Pride.Em 29 de abril de 2023. Adriana marcou seu primeiro golo com a camisola do Pride na vitória contra o San Diego Wave.
Com dois gols de Adriana o Orlando Pride venceu o Portland Thorns por 3 a 1, pela 11ª rodada da NWSL em 11 de junho de 2023, esta foi a primeira vez que Adriana marcou um doblete pelo time.

## Seleção Brasileira
Em outubro de 2017, Adriana ganhou sua primeira partida enquanto jogadora da seleção principal no Torneio Internacional na China, em Yongchuan, substituindo Gabi Zanotti durante a partida contra o México, que terminou com a vitória por 3 a 0. Cinco dias depois, marcou seu primeiro gol com a camisa canarinho em um empate por 2 a 2 com a seleção anfitriã.
Adriana também participou do Torneio das Nações de 2018, mas ficou de fora da convocação para a Copa América de 2018. Ela foi acionada novamente na seleção para atuar em dois amistosos com o Canadá em setembro de 2018.
Convocada para a Copa do Mundo Feminina da FIFA 2019 em 16 de maio de 2019, a atacante teve que ser substituída por Luana no dia seguinte em decorrência de uma ruptura total do ligamento cruzado anterior do joelho esquerdo. A jogadora havia se lesionado durante uma partida pelo Campeonato Paulista um dia antes da convocação.
Pia Sundhage anunciou a lista de jogadoras convocadas pela seleção brasileira para a Copa do Mundo 2023, e Adriana fez parte.

## Títulos

### Rio Preto
- Campeonato Paulista: 2016 e 2017

### Corinthians
- Campeonato Brasileiro: 2018, 2020, 2021, 2022
- Copa Libertadores da América: 2019, 2021
- Campeonato Paulista: 2019, 2020, 2021
- Supercopa do Brasil: 2022

### Seleção Brasileira
- Torneio Internacional de Yongchuan: 2017
- Torneio Internacional de Manaus: 2021
- Copa América: 2022[15]